# 1513

## Esdeveniments
Països Catalans
- Primeres fonts que certifiquen l'existència d'un mercat a la Plaça de la Llana de Barcelona.[1]

Resta del món
- 27 de març - la Florida (ara els EUA): l'explorador Juan Ponce de León esdevé el primer europeu que atalaia les costes continentals de Nord-amèrica quan hi arriba cregut que és una altra illa.

## Naixements
Països Catalans
Resta del món
- Gazzuolo: Giulia Gonzaga, aristòcrata i intel·lectual italiana pròxima a la Reforma protestant (m. 1556).[2]

## Necrològiques
Països Catalans
Resta del món
- 9 de setembre - Flodden, Anglaterra: Jaume IV d'Escòcia, rei d'Escòcia (n. 1473).[3]